# Werner Haas
Werner Haas född den 30 maj 1927 i Augsburg, död 13 november 1956, var en västtysk roadracingförare som blev mästare både i 250GP och 125GP. Han blev den förste tyske världsmästaren i roadracing. Haas omkom i en flygolycka.

## Segrar 250GP
| Nummer | Grand Prix   | År   |
| ------ | ------------ | ---- |
| 1      | Holland      | 1953 |
| 2      | Västtyskland | 1953 |
| 3      | Frankrike    | 1954 |
| 4      | Isle of Man  | 1954 |
| 5      | Holland      | 1954 |
| 6      | Västtyskland | 1954 |

## Segrar 125GP
| Nummer | Grand Prix   | År   |
| ------ | ------------ | ---- |
| 1      | Västtyskland | 1952 |
| 2      | Holland      | 1953 |
| 3      | Nordirland   | 1953 |
| 4      | Italien      | 1953 |